# Jean-Joseph Mounier
Jean-Joseph Mounier (Grenoble, 12 de novembre del 1758 - París, 27 de gener del 1806) fou un dels diputats dels Estats Generals francesos, escollit per l'Isèra, que el 20 de juny de 1789 van ser presents al jurament del Jeu de Paume.

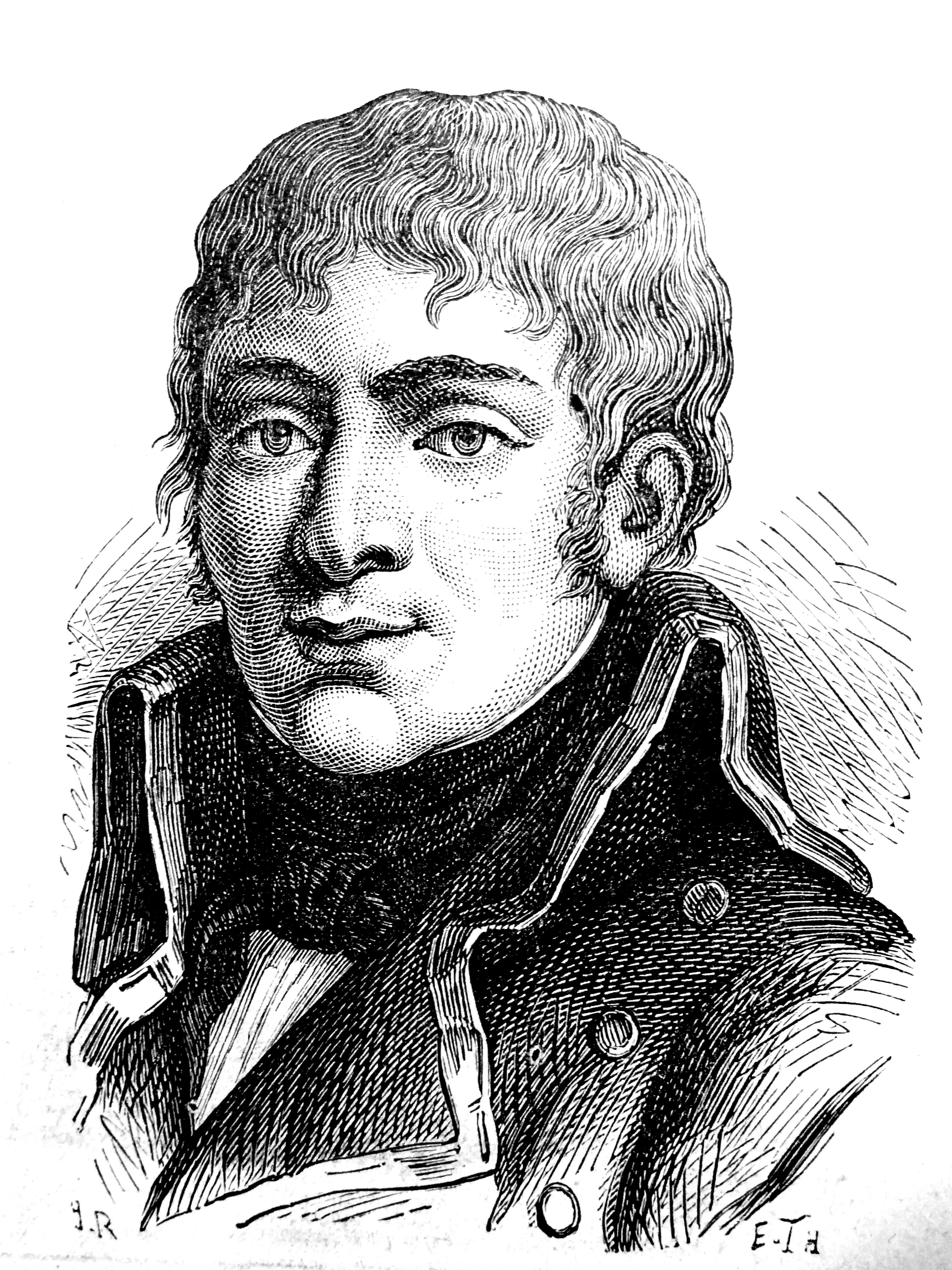
Jean-Joseph Mounier (Album du Centenaire)